# Tetrix qinlingensis
Tetrix qinlingensis är en insektsart som beskrevs av Zheng, Z., K. Huo och Hongjie Zhang 2000. Tetrix qinlingensis ingår i släktet Tetrix och familjen torngräshoppor. Inga underarter finns listade i Catalogue of Life.